# Allomorfo
In linguistica, il termine "allomorfo" risale alla tradizione della linguistica distribuzionale degli studiosi statunitensi Leonard Bloomfield e Zellig Harris e indica ciascuna delle differenti realizzazioni concrete di un morfema in diversi contesti sintagmatici.
Si indica come morfo un segmento fonologico che concretamente realizza l'unità astratta di un sistema morfologico (e tale unità astratta è detta "morfema"). Se si prendono, ad esempio, i due verbi della lingua inglese to sail e to catch, i rispettivi participi passati sono sailed e caught. In termini distribuzionali, i morfi -ed (foneticamente [d]) e -t (foneticamente [t]) sono entrambi realizzazioni del morfema {PASSATO}. Questi due morfi sono detti "allomorfi", poiché rappresentano due diverse realizzazioni fonetiche della stessa realtà astratta, poste in distribuzione complementare (al comparire dell'uno non può comparire l'altro). Analogamente, in italiano, il morfema {NEGAZIONE} relativo ai nominali (cioè i sostantivi e le altre parti del discorso affini al nome, come aggettivi e pronomi) è normalmente rappresentato dal morfo /in/, ma se posto davanti a consonante si presenta in allomorfi: si ha quindi normalmente inaccessibile, inaccettabile, inaudito, ma impossibile, irrealizzabile, illogico (con, rispettivamente, gli allomorfi /im/, /ir/, /il/). In turco, il plurale si forma tramite gli allomorfi -ler e -lar, a seconda di qual è la vocale finale del morfo radicale. Si ha quindi ev-ler ({casa}+{PLURALE}), ma adam-lar ({uomo}+{PLURALE}): si tratta del fenomeno dell'armonia vocalica.
Nell'impostazione distribuzionalista, un morfema è perciò una "classe di allomorfi in distribuzione complementare".
Il termine, insieme al procedimento connesso, detto "allomorfia", si è imposto nella linguistica moderna, anche in quelle correnti che hanno abbandonato i presupposti teorici di Bloomfield e dei suoi epigoni.